# Recsane (Gosztivar)
Recsane (macedónul: Речане, albánul Reçani) település Észak-Macedóniában, a Pologi körzet Gosztivari járásában.

## Népesség
| Lakosok száma | 1314 | 1471 | 1640 | 1679 | 1380 | 15   | 995  | 1054 | 683  |
|               | 1948 | 1953 | 1961 | 1971 | 1981 | 1991 | 1994 | 2002 | 2021 |

2002-ben 1054 lakosa volt, akik közül 1038 albán és 16 más nemzetiságű.